# Carrousel (projecteur)
Pour les articles homonymes, voir carrousel.
Un carrousel est un type de projecteur de diapositives caractérisé par un plateau à diapositives circulaire. Il est utilisé pour projeter des diapositives inversées sous forme de diaporama sur un écran généralement situé à quelques mètres de distance. Il a été inventé le 11 mai 1965 par David E. Hansen, ingénieur pour la Eastman Kodak Company.

## Caractéristiques physiques

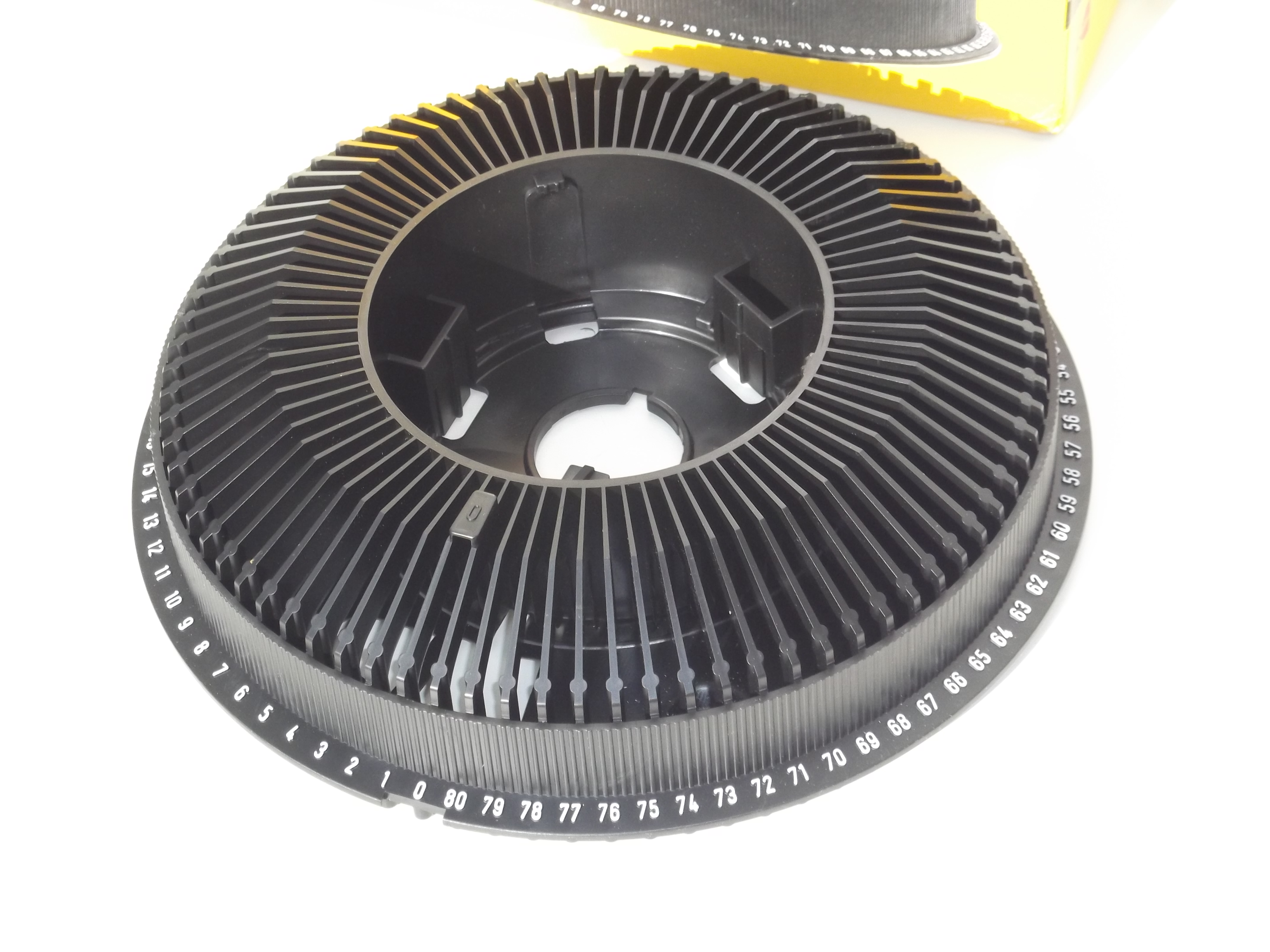
Plateau de 80 diapositives.

Le dispositif est constitué d'un plateau circulaire en plastique disposé au-dessus du projecteur et contenant des diapositives de 35 mm. Les plateaux existent généralement selon deux formats pouvant contenir 80 ou 140 diapositives. Ces dernières sont placées à l'envers afin que l'image soit vue à l'endroit. Le plateau possède une base en métal possédant une fente permettant de laisser passer une diapositive à la fois vers le projecteur au-dessous. 
En plus d'une lampe et de lentilles, le projecteur possède également un moteur permettant de faire tourner la partie en plastique du plateau (qui contient les diapositives) alors que la partie en métal est fixée au projecteur, la fente alignée avec la chambre de projection de ce dernier. Lors de la présentation, un dispositif mécanique renvoie la diapositive en place vers le haut et fait tourner le carrousel pour que la diapositive suivante « tombe » dans la chambre de projection, entre la lampe et les lentilles.

## Histoire
Plusieurs types de carrousels avec des plateaux horizontaux ont été lancés au printemps 1962 par Kodak (Kodak Carousel/Ektagraphic). Les premiers modèles (principalement connus sous le nom de 500-series) n'étaient compatibles qu'avec les plateaux de 80 diapositives.
Au cours des années 1970, Kodak produit également le Pocket Carousel, fonctionnant avec le format miniature 110 Kodak Kodachrome,.
Le carrousel de Kodak n'est plus vendu depuis octobre 2004. La société Simda fabrique toujours des projecteurs Carousel.

## Dans la culture populaire
- Le carrousel de Kodak est un élément clé du treizième épisode de la première saison de la série télévisée Mad Men. D'abord baptisé « la roue » (the wheel), le dispositif est renommé « carrousel » par Don Draper au cours d'une présentation particulièrement inspirée qui permet à sa firme de décrocher le contrat de publicité avec la compagnie[5].